# Twix
Pour les articles homonymes, voir Raider.

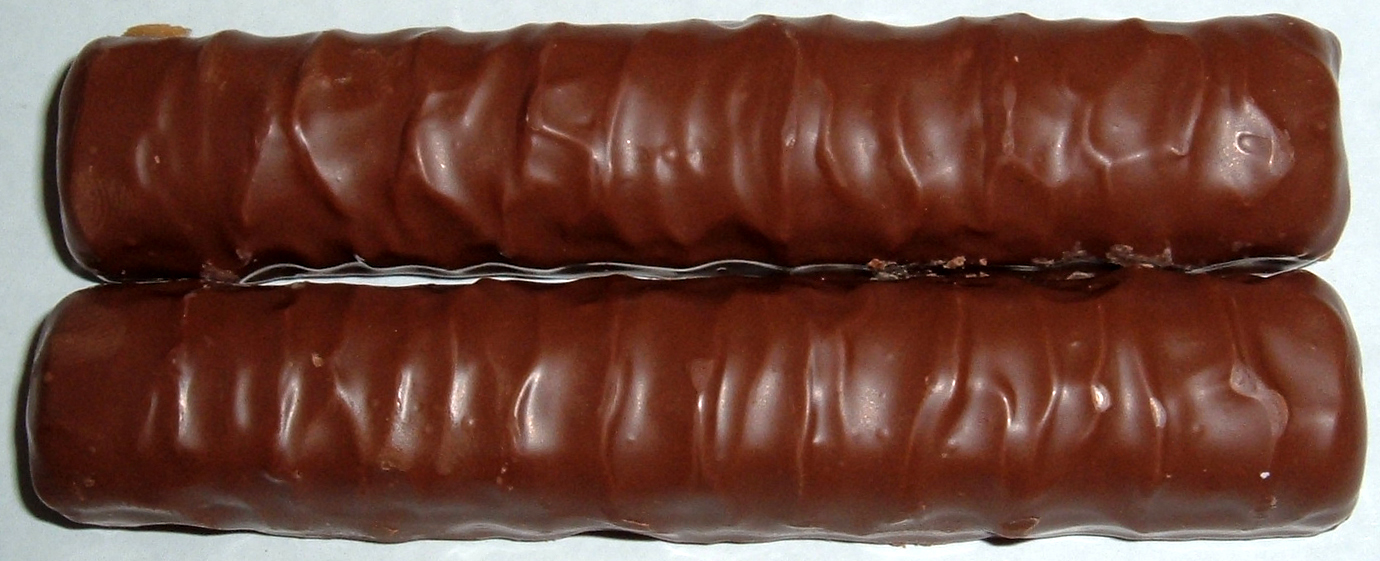
Twix ouvert.

Twix est une barre chocolatée fabriquée par Mars. Elle est constituée d'un biscuit en son centre, recouvert de caramel et enrobé de chocolat au lait. Les Twix ayant une section plus petite que les autres barres chocolatées, ils sont emballés par paires. Le Twix fut introduit pour la première fois au Royaume-Uni en 1967, puis aux États-Unis en 1979.
Le Twix était appelé Raider en Autriche, Belgique, Danemark, Espagne, Finlande, Italie, France à partir de 1978, Allemagne, Pays-Bas, Portugal, Suisse et en Suède jusqu'en 1991 où son nom a été changé pour correspondre à la marque internationale. Le changement de nom a été fait en Allemagne. Le slogan « Raider heißt jetzt Twix, … sonst ändert sich nix », même en Italie « Raider diventa Twix nulla cambia » (« Raider s'appelle maintenant Twix… rien d'autre ne change »), est devenu une métaphore pour des tentatives ratées voulant rendre quelque chose plus moderne en lui donnant un nouveau nom[réf. nécessaire].

## Production
Les barres Twix destinées au marché nord-américain sont fabriquées à Cleveland (Tennessee), tout comme les M&M's.

## Variantes du produit
- Le Twix au beurre de cacahuète : le beurre de cacahuète remplace le caramel.
- Le Twi PB (2007 à 2014, seulement aux États-Unis) : similaire à celui au beurre de cacahuète mais avec une base de biscuit chocolaté.
- Le Twix au chocolat noir : depuis 2005, cette variante remplace l'enrobage de chocolat au lait par du chocolat noir.
- Le Twix au chocolat blanc (Twix White) en édition limitée.
- Le Twix au goût cappuccino (Twix Cappuccino) en édition limitée.
- Le Twix McFlurry : proposé pour le topping de la glace chez McDonald's.
- Le Twix au pain d'épices (Gingerbread Twix) : vendu uniquement à la période de Noël, depuis 2014.
- Le Twix au caramel salé.

Les produits Twix existent aussi en crème glacée.
En Australie et Belgique, il existe un Twix au chocolat blanc. Ce Twix blanc est actuellement[Quand ?] en version limitée en France et en Suisse.
Des Twix miniatures peuvent être trouvés dans les boîtes de Celebrations.

## Ingrédients
Dans l'ordre décroissant de poids : sucre, sirop de glucose, farine de blé (17 %), matière grasse de palme, beurre de cacao, lait écrémé en poudre, pâte de cacao, lactose, beurre concentré, petit-lait en poudre, cacao maigre, sel, émulsifiant (lécithine de soja), poudre à lever (E500), extrait naturel de vanille.
L'emballage avertit qu'il peut y avoir des traces de cacahuètes, de gluten, d'amandes et de noisettes.

## Dans la culture populaire
- L'épisode de Seinfeld « The Dealership » utilise Twix comme intrigue lorsque George Costanza accuse un mécanicien d'avoir volé sa barre chocolatée[5].
- Une barre Twix est utilisée dans la série Netflix Orange Is the New Black comme récompense en prison pour celui ou celle qui arrive à deviner quand une femme enceinte accouchera de son bébé.
- Le changement de nom de Raider à Twix fait partie de l'intrigue de la série télévisée allemande Netflix Dark dans laquelle un emballage Raider flambant neuf de 1986 est retrouvé en 2019.
- Les Nuls ont parodié le changement de nom de Raider à Twix avec un sketch où la pub présentent plusieurs noms différents à la suite.